# 공룡모험기 쥬라트립퍼
공룡모험기 쥬라트립퍼는 39개의 에피소드로 구성된 TV 애니메이션 시리즈이다. 그것은 프랑스 작가 쥘 베른의 소설 15소년 표류기를 배경으로 한다. 
대한민국에서는 《사우루스 팡팡》이라는 제목으로 1995년 9월 18일부터 1995년 11월 9일까지 KBS를 통해 방영되었다.

## 줄거리
해양 클럽과 함께하는 여행 도중에, 아이의 그룹은 나중에 중세 과학적 수준의 인간 거주지와 다양한 종류의 공룡을 보유하고 있는 이상한 세계인 행성 노아로 옮겨진다. 노아의 주민인 마누아와 한번 이상 대화를 나눌수 있는 친구와 이야기를 나눈다.

## 등장인물
카시라 (브리앙 혼고)
성우 - 키쿠치 마사미/강수진
기술적으로 사장이 리더이지만, 카시라는 대개 끔찍한 상황에서도 책임을진다. 
프린세스 (웬디 오하라)
성우 - 미즈타니 유코/이연희
원래 신의 약혼자이지만, 그녀는 부모의 결정이라고 주장한다. 
사장 (믹 고든)
성우 - 미키 신이치로/홍승섭
해양소년단원 멤버 중 가장 나이가 많은 사장은 일짜감치 그들의 지도자로 선출된다. 